# Фуркшоара
Фуркшоара (рум. Furcșoara) — село у повіті Хунедоара в Румунії. Входить до складу комуни Бренішка.
Село розташоване на відстані 314 км на північний захід від Бухареста, 19 км на північний захід від Деви, 106 км на південний захід від Клуж-Напоки, 121 км на схід від Тімішоари.

## Населення
За даними перепису населення 2002 року у селі проживали 26 осіб, усі — румуни. Усі жителі села рідною мовою назвали румунську.